# Liubov Beliakova
Liubov Borisovna Beliakova (en russe : Любовь Борисовна Белякова), née le 10 décembre 1967 à Koussa, est une biathlète russe.

## Biographie
Elle commence dans le ski de fond, puis se redirige vers le biathlon en 1980. Elle devient trois fois championne d'URSS chez les jeunes.
Après des débuts dans la Coupe d'Europe en 1993, Liubov Beliakov est seulement active au niveau mondial lors de la saison 1993-1994. Elle y est performante individuellement, obtenant deux résultats dans le top dix : une huitième place à Pokljuka et une deuxième place à l'individuel d'Antholz, son unique podium. Pour finir l'hiver, elle prend part au sprint des Jeux olympiques d'hiver de 1994, où elle est 42e.

## Palmarès

### jeux olympiques
| Épreuve / Édition   | individuel | Sprint | Relais |
| JO 1994 Lillehammer | -          | 42e    | -      |

### Coupe du monde
- Meilleur classement général : 14e en 1994.
- 1 podium individuel : 1 deuxième place.